# 楊玄錫
楊玄錫（1621年—1673年），字康侯，福建泉州府晋江县人，明朝政治人物。同进士出身。

## 生平
天啓元年辛酉三月初二日生。十四歲中進士。崇禎六年（1633年）癸酉科鄉試第三十九名舉人，七年（1634年）联捷甲戌科會試第二百三十名，廷試三甲第一百七十四名进士。兵部觀政，十一年（1638年）四月授中书舍人。素工書法，所撰寫的誥敕被人视若珍寶。歷官至文选司郎中。甲申之變後歸鄉，闭门养病，足不出户。年五十三歲去世。

## 家族
曾祖楊士章，庠生；祖楊承勛，庠生；父楊夢垣，增廣生。